# Sandra Toft

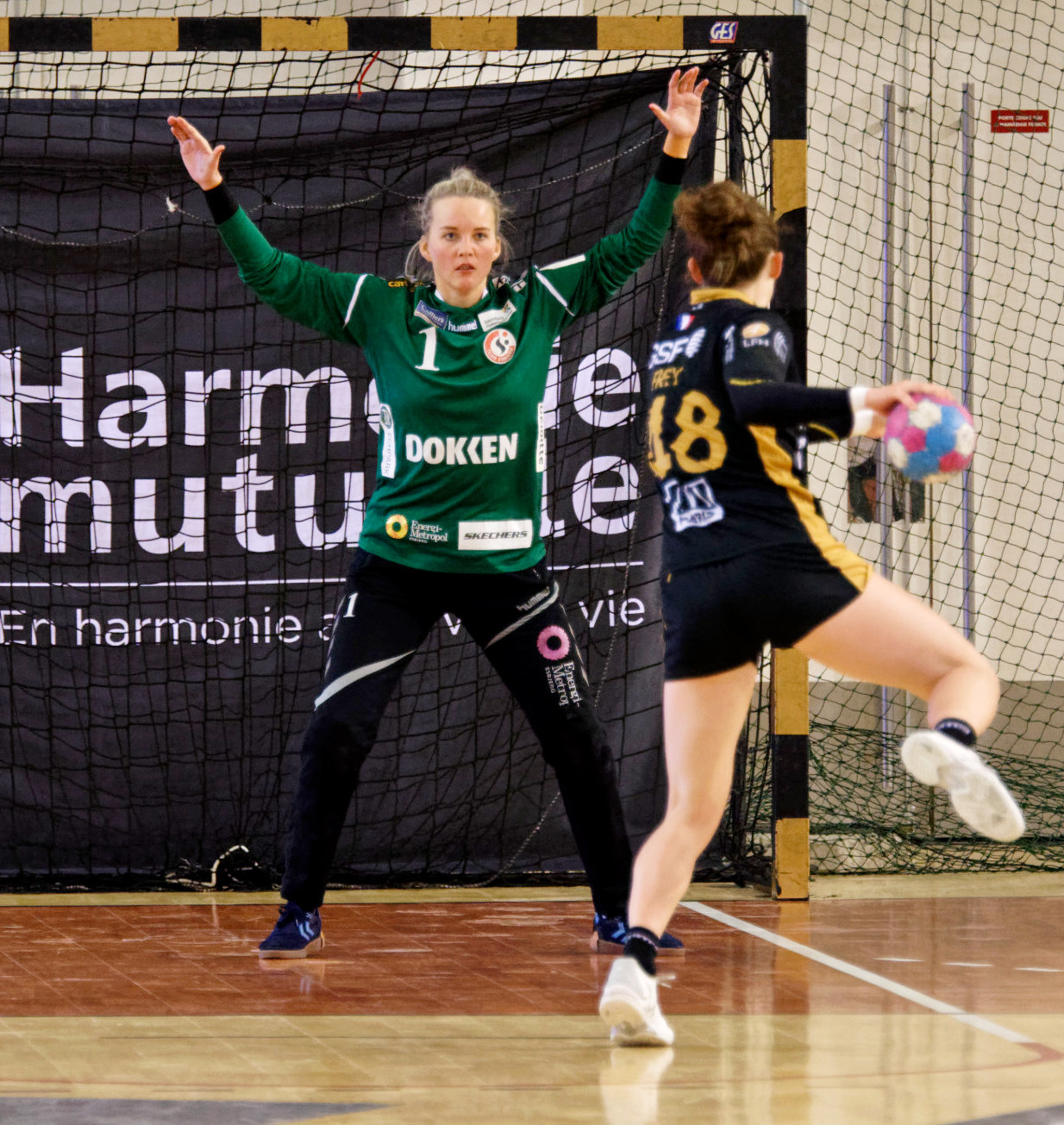
Sandra Toft, gardienne du Team Esbjerg, face à un jet de 7 m de Sonja Frey, le 18 novembre 2018.

Sandra Toft, née le 18 octobre 1989 à Gribskov, est une handballeuse internationale danoise qui joue au poste de gardienne de but en équipe nationale du Danemark depuis 2008 et à Györ depuis 2022. Elle a notamment été élue meilleure handballeuse de l'année en 2021.

## Biographie
À l'issue de la saison 2014, après 7 saisons dans son club formateur, elle quitte Team Tvis Holstebro pour le club norvégien de Larvik HK où elle prend la succession de la légendaire Lene Rantala, partie en retraite. À la suite également de la retraite de Cecilie Leganger juste avant le début de la saison, elle s'impose rapidement dans les buts de son nouveau club. Elle atteint la finale de la Ligue des champions dès sa première participation avec le club Larvik HK. Sandra décroche alors le titre de meilleure gardienne de la CL au terme de la saison 2014-2015.
En mars 2016, Sandra et la sélection nationale participent à domicile à un tournoi de qualification olympique mais sont devancées par la Roumanie et le Monténégro. En décembre, les Danoises terminent à la quatrième place au championnat d'Europe 2016 où Sandra est élue meilleure gardienne de la compétition.
A l'été 2017, elle rentre au Danemark et renoue avec le championnat danois. Après deux années dans le club danois de Team Esbjerg entre 2017 et 2019, avec qui elle remporte la coupe du Danemark, elle découvre un nouveau championnat en s'engageant pour une saison avec le Brest Bretagne Handball à compter de l'été 2019. En novembre 2019, à quelques semaines du Championnat du monde au Japon, elle prolonge avec le BBH pour deux ans.
Malgré une excellente Sandra Toft au championnat du monde 2019,,, (meilleure joueuse du match à 5 reprises sur les 8 matchs disputés), la sélection danoise ne termine qu'à la 9e place et ne parvient ainsi pas à obtenir le droit de participer à un tournoi de qualification pour les JO 2020.
À l'Euro 2020, Sandra Toft est à nouveau très performante puisqu'elle est élue meilleure gardienne de la compétition et contribue au bon parcours de la sélection danoise qui termine au pied du podium.

## Palmarès

### En club
compétitions internationales
- vainqueur de la coupe de l'EHF (C3) en 2013 (avec Team Tvis Holstebro)
- finaliste de la coupe de l'EHF (C3) en 2011 (avec Team Tvis Holstebro) et 2019 (avec Team Esbjerg)
- finaliste de la Ligue des champions (C1) en 2015 (avec Larvik HK) et 2021 (avec Brest Bretagne Handball)

compétitions nationales
- championne de Norvège en 2015, 2016 et 2017 (avec Larvik HK)
- vainqueur de la coupe de Norvège en 2015, 2016 et 2017 (avec Larvik HK)
- vainqueur de la coupe du Danemark en 2018 (avec Team Esbjerg)
- championne du Danemark en 2019 (avec Team Esbjerg)
- championne de France en 2021 (avec Brest Bretagne Handball)
- vainqueur de la coupe de France en 2021 (avec Brest Bretagne Handball)

### En sélection
championnats du monde
- 4e place du championnat du monde 2011
- 6e place du championnat du monde 2015
- 6e place du championnat du monde 2017
- 9e place du championnat du monde 2019
- troisième du championnat du monde 2021

championnats d'Europe 
- 5e place du championnat d'Europe 2012
- 7e place du championnat d'Europe 2014
- 4e place du championnat d'Europe 2016
- 8e place du championnat d'Europe 2018
- 4e place du championnat d'Europe 2020
- finaliste du championnat d'Europe 2022

autres
- finaliste du championnat du monde junior en 2008[12]
- vainqueur du championnat d'Europe junior en 2007[13]
- vainqueur du championnat du monde jeunes en 2006

### Récompenses individuelles
Distinctions générales
- élue meilleure handballeuse de l'année en 2021
- élue meilleure internationale danoise de la saison en 2017/18, 2019/2020 et 2020/21
- élue meilleure joueuse de l'année au Danemark en 2019[14] et 2020[15]
- élue meilleure gardienne mondiale de l'année 2019 sur le site handball-planet.com[16]

Distinctions en équipe nationale
- élue meilleure gardienne du championnat d'Europe 2016[17] et 2020[18]
- élue meilleure gardienne du Championnat du monde 2021

Distinctions en club
- élue meilleure gardienne de la Ligue des champions en 2015[19]
- élue meilleure gardienne du Championnat du Danemark en 2017-2018 (avec Team Esbjerg)
- élue meilleure gardienne du Championnat de France en  2019-2020 (avec Brest Bretagne Handball)[20]